# Codex Trivulzianus

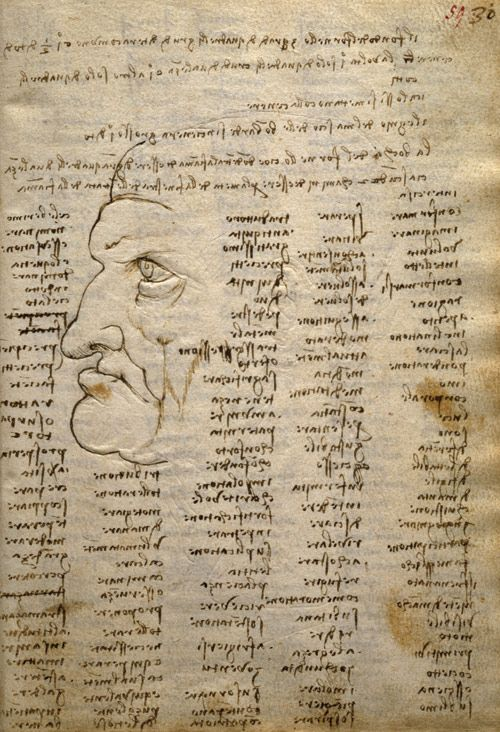
Codex Trivulzianus

Der Codex Trivulzianus (italienisch Codice Trivulziano) ist eine gebundene Sammlung von Blättern mit Notizen, Skizzen und Zeichnungen von Leonardo da Vinci (1452–1519).

## Name
Den Namen Codex Trivulzianus erhielt die Handschrift durch den Marchese Carlo Trivulzio (1710–1784 oder 1715–1789), der sie im Jahr 1750 erwarb.

## Inhalt
Der Kodex enthält 55 Blätter im Format von etwa 14 cm × 20,5 cm. Ursprünglich umfasste das Werk 62 Seiten. Es wird etwa auf den Zeitraum 1487 bis 1490 datiert. Leonardo verfasste den Text in der für ihn charakteristischen Spiegelschrift und versah ihn mit zahlreichen Zeichnungen und Skizzen.
Das Manuskript besteht überwiegend aus langen Listen lateinischer Vokabeln, die Leonardo zum Teil aus dem Buch De Re Militari von Roberto Valturio entnommen haben könnte. Stellenweise sind die lateinischen Wörter mit italienischen Übersetzungen versehen. Es ist möglich, dass Leonardo durch diese Listen versuchte, seinen Wortschatz zu verbessern und technische Fachbegriffe zusammenzustellen.
Die Handschrift enthält auch Studien von militärischen Anlagen und sakraler Architektur. Eine Reihe von Zeichnungen ist dem Mailänder Dom gewidmet. Leonardo entwarf Konstruktionen zur Abstützung einer Kuppel. Allerdings konnte er seine Pläne nicht durchsetzen.

## Geschichte
Die meisten Manuskripte und Zeichnungen Leonardo da Vincis wurden nach dessen Tod von seinem Schüler und Erben Francesco Melzi (um 1491/92 – um 1570) in seiner Villa bei Vaprio d’Adda verwahrt. Sein Sohn Orazio Melzi erbte die Unterlagen im Jahr 1570. Der Codex Trivulzianus, wie auch andere Handschriften von Leonardo da Vinci, wurde von Orazio Melzi dem Bildhauer Pompeo Leoni (1533–1608) gegeben, der sie dem Grafen Galeazzo Arconati verkaufte. Im Jahr 1637 gelangte das Werk durch Schenkung in den Bestand der Biblioteca Ambrosiana in Mailand. In den Unterlagen der Bibliothek Ambrosiana erscheint der Kodex zum letzten Mal im Jahr 1674, in einer Liste der Arconati-Schenkung.
Es verschwand aus der Biblioteca Ambrosiana zwischen 1674 und 1750. Im Jahr 1750 kaufte Carlo Trivulzio das Manuskript von einem gewissen Gaetano Cacchia, worauf eine Notiz auf der Rückseite des Einbanddeckels hinweist: „Diese kleine Handschrift gehörte dem Herrn Gaetano Cacchia, Ritter aus Novara, aber mit Wohnsitz in Mailand. Er starb im Jahr 1782, dem Tag des 9. Januar in der Pfarrei St. Damien. Ich, Carlo Trivulzio, kaufte es mir von Cacchia um das Jahr 1750, [...] gegeben im Tausch gegen eine silberne Uhr, die ich zwei Jahre zuvor für sechzehn Gulden gekauft [...]“
Der Codex Trivulzianus wurde von der Stadt Mailand im Jahre 1935 erworben und befindet sich heute im Bestand der Bibliothek des Schlosses Castello Sforzesco. Er ist der Öffentlichkeit normalerweise nicht zugänglich.